# فردوسی پهن‌برگ
فردوسی پهن‌برگ (نام علمی: Erythrina latissima) نام یک گونه از سرده فردوسی است.